# Camptoplites
Genre
Camptoplites est un genre de Bryozoaires arborescents de la famille des Bugulidae.

## Liste d'espèces
Selon World Register of Marine Species (15 avril 2016) :
- Camptoplites abyssicolus (Kluge, 1914)
- Camptoplites angustus (Kluge, 1914)
- Camptoplites antarcticus Liu & Hu, 1991
- Camptoplites areolatus (Kluge, 1914)
- Camptoplites assymmetricus Hastings, 1943
- Camptoplites asymmetricus Hastings, 1943
- Camptoplites atlanticus Hastings, 1943
- Camptoplites bicornis (Busk, 1884)
- Camptoplites diaphanus Gontar, 2002
- Camptoplites giganteus (Kluge, 1914)
- Camptoplites latus (Kluge, 1914)
- Camptoplites lewaldi (Kluge, 1914)
- Camptoplites lunatus Harmer, 1926
- Camptoplites lutaudae d'Hondt, 1975
- Camptoplites marchemarchadi Redier & d'Hondt, 1976
- Camptoplites multispinosus David & Pouyet, 1986
- Camptoplites notoscolophorus Liu & Hu, 1991
- Camptoplites rectilinearis Hastings, 1943
- Camptoplites reticulatus (Busk, 1884)
- Camptoplites retiformis (Kluge, 1914)
- Camptoplites tenuispinus Hastings, 1943
- Camptoplites tricornis (Waters, 1904)
- Camptoplites tubiferus Silén, 1941
- Camptoplites unicornis (Busk, 1884)